# HD 10180 b
HD 10180 b es un exoplaneta probable pero todavía no confirmado en órbita a HD 10180, una enana amarilla muy similar a Sol. Está situado a unos 128 años luz del Sistema Solar, en la constelación de Hydrus. Se detectó en el verano de 2010, alrededor de la estrella, mediante el método de velocidad radial.

## Características del planeta
El método de velocidad radial no determina el ángulo de órbita del planeta con respecto al plano del cielo o de la línea de visión, de modo que no puede ser determinado. En el caso de HD 10180 b, su masa mínima es de un tercio más alta que la de la Tierra, si este mundo realmente existe y si su masa real está cerca de este valor, podría ser, dada la proximidad de esta estrella con su estrella madre, un planeta ctónico.
Es un posible planeta como Tierra en tamaño situado en 0,02 UA. Su radio orbital fue estimado originalmente para tener una órbita casi circular a una distancia de ± 0,02225 0,00035 AU (más cerca que Mercurio de Sol, sobre un séptimo de la distancia y, por tanto, más caliente), completando una  órbita entera en 1,1 días. El planeta b se confirmó en 2012 con un radio orbital ligeramente más pequeño y una órbita más excéntrica. La probabilidad de detección falsa fue inicialmente un 1,4%; sin embargo, su probabilidad se postuló como firme por Mikko Tuomi en 2012.